# Gérard Faucomprez
Pour les articles homonymes, voir Faucomprez.
Gérard Faucomprez né le 9 octobre 1944 à Brive-la-Gaillarde et mort le 2 avril 2005 dans le 16e arrondissement de Paris, est un joueur français de hockey sur glace.
Il a été le joueur de l'AC Boulogne-Billancourt et a été le capitaine du Grenoble Hockey Club en 1964.
Il évolue en équipe de France de 1965 à 1971 (disputant notamment les Jeux olympiques de 1968) et en est le capitaine de 1969 à 1970.
Il est l'entraîneur de l'Amiens SC en 1969.

## Palmarès
Avec l'Athletic Club de Boulogne-Billancourt :
- Coupe Spengler : 1960
- Champion de France : 1960